# Джонсон (округ, Миссури)
Округ Джонсон (англ. Johnson County) — округ штата Миссури, США. Население округа на 2009 год составляло 52 657 человек. Административный центр округа — город Уорренсберг.

## История
Округ Джонсон основан в 1834 году.

## География
Округ занимает площадь 2152.3 км2.

## Демография
Согласно оценке Бюро переписи населения США, в округе Джонсон в 2009 году проживало 52 657 человек. Плотность населения составляла 24.5 человек на квадратный километр.